# Polanco (Espanya)
Polanco és un municipi de la comunitat autònoma de Cantàbria situat a la costa occidental, en la desembocadura del riu Besaya. Limita al nord amb el municipi de Miengo, a l'oest amb Santillana del Mar i Suances, al sud amb Torrelavega i a l'est amb Piélagos. A aquest municipi nasqué el cèlebre escriptor càntabre José María de Pereda el 1833. Polanco està situat a la comarca del Besaya. D'aquest municipi també es pot destacar el port de Requejada, infraestructura vital per a la indústria de Torrelavega (Sniace i Solvay).
Inclou les localitats de Barrio Obrero (143 hab.), Mar (397 hab.), Polanco (capital, 647 hab.), Posadillo (330 hab.), Requejada (922 hab.), Rinconeda (910 hab.), Rumoroso (544 hab.), i Soña (100 hab.).

## Demografia
| 1900  | 1910  | 1920  | 1930  | 1940  | 1950  | 1960  | 1970  | 1981  | 1991  | 2000  | 2006  |
| ----- | ----- | ----- | ----- | ----- | ----- | ----- | ----- | ----- | ----- | ----- | ----- |
| 1.072 | 1.226 | 2.123 | 2.655 | 2.665 | 3.059 | 3.659 | 3.531 | 4.082 | 3.806 | 3.574 | 3.993 |

Font: INE

## Administració
| Eleccions municipals, 25 de maig de 2003 |      |        |          |
| Partit                                   | Vots | %      | Regidors |
| PP                                       | 1061 | 38,53% | 5        |
| PIR                                      | 773  | 28,07% | 3        |
| PSOE                                     | 663  | 24,07% | 3        |

| Eleccions municipals, 27 de maig de 2007 |      |        |          |
| Partit                                   | Vots | %      | Regidors |
| PP                                       | 1052 | 37,23% | 5        |
| PRC                                      | 712  | 25,19% | 3        |
| PSOE                                     | 540  | 19,11% | 2        |
| AES                                      | 285  | 10,08% | 1        |